# Einar Zangenberg
Einar Zangenberg (22 de diciembre de 1882 – 24 de octubre de 1918) fue un actor, director y guionista cinematográfico de nacionalidad danesa, activo en la época del cine mudo.

## Biografía
Su nombre completo era Einar Christian Constantin Zangenberg, y nació en Copenhague, Dinamarca, siendo su padre Christian Zangenberg. Recibió educación teatral a primeros de siglo en el Teatro Real de Copenhague, actuando después en varios teatros privados de la capital danesa.
Debutó en el cine con Nordisk Film en 1908, aunque no comenzó realmente hasta 1910, convirtiéndose rápidamente en una de las estrellas más destacadas de la compañía. Fue el primer actor danés que actuaba montando en avión, conduciendo automóviles, cabalgando y nadando, haciendo acrobacias a menudo, como en En Lektion (1911), Den store Flyver (1912) y En Opfinders Skæbne (1912).
En 1911 pasó a la productora Kinografen, en la que trabajó tres años como director y director artístico, interpretando y dirigiendo varias películas. Hacia 1914 viajó a Berlín, Alemania, donde trabajó como actor y director mientras se desarrollaba la Primera Guerra Mundial. En Berlín trabajó para las productoras alemanas PAGU y Flora-Film, principalmente con dramas e historias criminales.
Einar Zangenberg falleció a causa de la gripe española en Viena, Austria en 1918. Había estado casado con la actriz Alfi Zangenberg (1882-1966), que se había mudado con él a Berlín, y que actuó en varias de sus películas.

## Filmografía

### Actor
- 1908 : Sherlock Holmes III, de Viggo Larsen
- 1910 : Trolovelsesringen
- 1910 : Dobbeltgængeren, de Holger Rasmussen
- 1910 : Den hvide slavehandel, de August Blom
- 1910 : Kean, de Holger Rasmussen
- 1910 : Den sorte Domino
- 1910 : Hvem er hun?, de Holger Rasmussen
- 1910 : Kuffertens Hemmelighed
- 1910 : Magdalene, de Holger Rasmussen
- 1910 : Tyven
- 1910 : To Tjenestepiger
- 1910 : Kunstnerlykke
- 1910 : Krybskyttens Søn
- 1910 : Samvittighedens Stemme
- 1910 : Forræderen
- 1910 : Sølvdaasen
- 1910 : Hittebarnet, de Holger Rasmussen
- 1910 : Robinson Crusoe, de August Blom
- 1910 : Den Livegne
- 1910 : Fugleskræmslet
- 1911 : Kosakfyrsten
- 1911 : En Lektion, de August Blom
- 1911 : Ungdommens Ret, de August Blom
- 1911 : Jagten paa Gentleman-Røveren Singaree, de August Blom
- 1911 : Hamlet, de August Blom
- 1911 : Folkets Vilje, de Eduard Schnedler-Sørensen
- 1911 : Den forsvundne Mona Lisa, de Eduard Schnedler-Sørensen
- 1911 : Morfinisten, de Louis von Kohl
- 1911 : Dødsflugten, de Eduard Schnedler-Sørensen
- 1911 : Hotelmysterierne
- 1911 : Dr. Gar el Hama, de Eduard Schnedler-Sørensen
- 1911 : Den stjaalne Millionobligation
- 1911 : Den svarte doktorn
- 1912 : En Opfinders Skæbne, de August Blom
- 1912 : Eventyr paa Fodrejsen, de August Blom
- 1912 : Den sidste Hurdle, dirigida por él
- 1912 : Storstadsvildt, dirigida por él
- 1912 : Strandingen i Vesterhavet, de Eduard Schnedler-Sørensen
- 1912 : Kansleren kaldet "Den sorte Panter"
- 1912 : Den store Flyver, de Urban Gad
- 1913 : Ildfluen, dirigida por él
- 1913 : Adrianopels Hemmelighed, dirigida por él
- 1913 : Pierrots Kærlighed
- 1913 : Dødsklippen, dirigida por él
- 1913 : Bristede Strenge
- 1913 : En Kvindes Ære, dirigida por él
- 1914 : Den røde Klub
- 1914 : Borgkælderens Mysterium, dirigida por él
- 1914 : Forbandelsen
- 1915 : Badehotellet
- 1915 : Under Galgen
- 1915 : Dødssejleren
- 1918 : Das Kind meines Nächsten, dirigida por él

### Director
- 1911 : Zigeunersken
- 1911 : En Bryllupsaften
- 1912 : Trofast Kærlighed
- 1912 : Den sidste Hurdle
- 1912 : Storstadsvildt
- 1912 : Kvindehjerter
- 1912 : Marconi-Telegrafisten
- 1912 : Efter Dødsspringet
- 1913 : Ildfluen
- 1913 : Adrianopels Hemmelighed
- 1913 : Den store Cirkusbrand
- 1913 : Skæbnens Veje
- 1913 : Moderkærlighed
- 1913 : En Kvindes Ære
- 1914 : Borgkælderens Mysterium
- 1914 : I Tronens Skygge
- 1914 : Elskovsbarnet
- 1915 : Statens Kurér
- 1915 : Den trætte Frederik
- 1918 : Das Kind meines Nächsten

### Guionista
- 1912 : Storstadsvildt, dirigida por él
- 1912 : Kvindehjerter, dirigida por él
- 1912 : Marconi-Telegrafisten, dirigida por él
- 1912 : Kansleren kaldet "Den sorte Panter"